# تومي تورنر
تومي تورنر (بالإنجليزية: Tommy Turner)‏ (11 أكتوبر 1963 في المملكة المتحدة - ) هو لاعب كرة قدم بريطاني في مركز الوسط. لعب مع سانت جونستون وكوين أوف ساوث ونادي بارتيك ثيسل ونادي سانت ميرين وJohnstone Burgh F.C. ‏ وGretna F.C. ‏ ونادي غرينوك مورتون.

## وصلات خارجية
- تومي تورنر على موقع قاعدة بيانات كرة القدم.إي يو (الإنجليزية)
- تومي تورنر على موقع Soccerbase.com (لاعب) (الإنجليزية)